# Waking the Dead – Im Auftrag der Toten
Waking the Dead – Im Auftrag der Toten ist eine von der BBC zwischen 2000 und 2011 produzierte Krimiserie um ein Spezialistenteam, das bisher ungeklärte Kriminalfälle nach Jahren wieder aufrollt. In Deutschland wurde der Pilotfilm unter dem Titel Wer die Toten weckt von mehreren dritten Programmen der ARD einzeln ausgestrahlt. Das ZDF zeigt die Episoden hingegen als Serie, ausgenommen die Folgen der ersten Staffel.
Am 4. und 5. September 2000 sendete BBC One einen Pilotfilm zur Serie, die bis zum Ende neun abgeschlossene Staffeln umfasst. Am 9. November 2004 zeigte das bayerische Fernsehen (BR) ab 21:45 Uhr die Pilotfolge en bloc. Die weiteren vier Fälle der ersten Staffel folgten hingegen bis 2011 nicht. Am 5. März 2006 strahlte das ZDF mit Der Spielkartenmörder die erste Folge der zweiten Staffel aus unter dem Serientitel Waking the Dead – Im Auftrag der Toten. 2007 folgten die Filme der dritten Staffel in der Reihe Sonntagskrimis.
Während die Fälle in Großbritannien als Doppelfolgen mit einer Gesamtlaufzeit von ca. 120 min ausgestrahlt wurden, sendete das ZDF die einzelnen Episoden der 2004 mit einem Emmy ausgezeichneten Reihe als 100-minütige Filme. Die Kürzungen wurden direkt bei der BBC vorgenommen. Des Weiteren wurde die Serie unter anderem in den Vereinigten Staaten (BBC America) sowie Australien (Nine Network) ausgestrahlt.

## Handlung
Das fünfköpfige „Team für ungeklärte Fälle“ (im Original: Cold Cases Unit) kümmert sich normalerweise um Verbrechen, die Jahre zuvor stattfanden, aber bisher nicht geklärt werden konnten. Zur Lösung setzt die Gruppe dabei neben neu aufgetauchten sowie schon früher behandelten Aussagen und Hinweisen auch die neuesten Erkenntnisse der Forensik ein, so zum Beispiel oft DNA-Analysen, die damals aufgrund zu geringer Spurenmengen unmöglich durchzuführen waren. Neben den eigentlichen Ermittlungen werden vor allem Geschichten aus dem Leben der Hauptcharaktere, z. B. des exzentrischen Workaholics und leitenden Beamten Peter Boyd, erzählt.

## Charaktere

### Letztes Team
In dieser Aufzählung wird auf die Hauptdarsteller der abschließenden Staffel eingegangen. Da in Deutschland erst die Folgen bis Staffel 4 ausgestrahlt wurden, weicht die derzeitige britische Original-Teambesetzung von der bei uns bekannten ab.
- Detective Superintendent Peter Boyd (Trevor Eve, Synchronsprecher: Joachim Kerzel) – Boyd ist der Kopf der Ermittlergruppe, seine Teilnahme am Programm der Cold Case Unit geht vor allem auf das ungeklärte Verschwinden seines Sohnes in den 1990ern zurück. War der emotionale Boyd im Pilotfilm noch verheiratet, so lebt er in den weiteren Episoden als Single. Eine Erklärung, warum sein Familienstand sich plötzlich geändert hat, wird jedoch nicht gegeben. Mit den Mitgliedern in seinem Team führt der Superintendent ein gutes kollegiales Verhältnis, ganz besonders zu Mel Silver, deren Serientod ihn in späteren Episoden immer wieder verfolgt.

- Psychological Profiler Dr. Grace Foley (Sue Johnston, Synchronsprecherin: Kerstin Sanders-Dornseif) – Foley kann auf eine 30-jährige Karriere als Profiler zurückblicken als sie zum Team der Cold Cases Unit stößt. Die Psychologin tritt als scharfsinniges Teammitglied auf, das sich für keine vernünftige Rangelei mit Boyd zu schade ist.

- Detective Inspector Spencer Jordan (Wil Johnson, Synchronsprecher: Charles Rettinghaus) – Obwohl Jordan sehr nahe mit Boyd zusammenarbeitet, kann er als der Gegenpart des Superintendents angesehen werden, da er, ganz im Gegensatz zu seinem Chef, meistens die vorgeschriebenen Wege der Ermittlungen geht. Vor seiner Arbeit in der CCU war der schwarze Inspector in der UK Atomic Energy Authority Constabulary tätig.

- Detective Superintendent Sarah Cavendish (Eva Birthistle, Staffel 9) – Cavendish ersetzte Sergeant Goodman ab der Folge „Harbinger“, nachdem diese in der letzten Folge der achten Staffel den Serientod starb.

- Forensic Pathologist Eve Lockhart (Tara Fitzgerald Staffel 6 – Staffel 9) – Lockhardt ersetzte ihre Vorgängerin Gibson nach deren Weggang ab der Episode „Wren Boys“ als Pathologin im Team.

### Frühere Teammitglieder
- Detective Sergeant Amelia „Mel“ Silver (Claire Goose, Staffel 1 – Staffel 4, Synchronsprecherin: Ghadah Al-Akel) – Silver war bis zu ihrem Serientod in der Folge „Shadowplay“ fest ins Team integriert und stand dabei vor allem der Pathologin Frankie Wharton sehr nahe. Silvers Arbeit sowie ihr Tod werden auch in den nachfolgenden Episoden immer wieder aufgegriffen, so z. B. in „Towers of Silence“ und „Yahrzeit“.

- Forensic Pathologist Frankie Wharton (Holly Aird, Staffel 1 – Staffel 4, Synchronsprecherin: Katja Nottke) – Nach dem Tod ihrer guten Freundin Mel verließ auch Wharton die Cold Case Unit, um sich wieder ausschließlich der Forschung zu widmen. Im wahren Leben stieg Darstellerin Holly Aird aufgrund ihrer Schwangerschaft aus der Serie aus.

- Forensic Pathologist Felix Gibson (Esther Hall, Staffel 5) – Gibson übernahm den Platz als Pathologin, nachdem Frankie Wharton das Team verlassen hatte; ihr Weggang nach nur einer Staffel wurde nicht weiter erklärt.

- Detective Sergeant Stella Goodman (Félicité du Jeu, Staffel 5 – Staffel 8) – Goodman ersetzte Sergeant Silver ab der Folge Black Run, nachdem diese in der letzten Folge der vierten Staffel den Serientod gestorben war. Anfangs stieß sie bei Boyd auf Ablehnung, da dieser nicht mit dem Verlust ihrer Vorgängerin klarkam, schon bald gehörte sie jedoch fest zum Team der Cold Cases Unit. Nach vier Staffeln starb sie den Serientod.

## Folgen
| Nr. (GB)                 | Originaltitel              | Erstausstrahlung (Großbritannien) | Nr. (D)                | Deutscher Titel             | Erstausstrahlung (Deutschland) |
| Series One – Staffel 1   | Series One – Staffel 1     | Series One – Staffel 1            | Series One – Staffel 1 | Series One – Staffel 1      | Series One – Staffel 1         |
| ------------------------ | -------------------------- | --------------------------------- | ---------------------- | --------------------------- | ------------------------------ |
| 1                        | Pilotfilm: Waking the Dead | 4. September 2000                 | 1                      | „Wer die Toten weckt“       | 9. November 2004               |
| 2                        | Pilotfilm: Waking the Dead | 5. September 2000                 | 1                      | „Wer die Toten weckt“       | 9. November 2004               |
| 3                        | Burn Out                   | 18. Juni 2001                     |                        |                             |                                |
| 4                        | Burn Out                   | 19. Juni 2001                     |                        |                             |                                |
| 5                        | Blind Beggar               | 25. Juni 2001                     |                        |                             |                                |
| 6                        | Blind Beggar               | 26. Juni 2001                     |                        |                             |                                |
| 7                        | A Simple Sacrifice         | 2. Juli 2001                      |                        |                             |                                |
| 8                        | A Simple Sacrifice         | 3. Juli 2001                      |                        |                             |                                |
| 9                        | Every Breath You Take      | 9. Juli 2001                      |                        |                             |                                |
| 10                       | Every Breath You Take      | 10. Juli 2001                     |                        |                             |                                |
| Series Two – Staffel 2   |                            |                                   |                        |                             |                                |
| 11                       | Life Sentence              | 2. September 2002                 | 2                      | Der Spielkartenmörder       | 5. März 2006                   |
| 12                       | Life Sentence              | 3. September 2002                 | 2                      | Der Spielkartenmörder       | 5. März 2006                   |
| 13                       | Deathwatch                 | 9. September 2002                 | 3                      | Die Uhr läuft ab            | 12. März 2006                  |
| 14                       | Deathwatch                 | 10. September 2002                | 3                      | Die Uhr läuft ab            | 12. März 2006                  |
| 15                       | Special Relationship       | 16. September 2002                | 4                      | Mordsache Katherine Reed    | 19. März 2006                  |
| 16                       | Special Relationship       | 17. September 2002                | 4                      | Mordsache Katherine Reed    | 19. März 2006                  |
| 17                       | Thin Air                   | 3. November 2002                  | 5                      | Das Mädchen im roten Kleid  | 26. März 2006                  |
| 18                       | Thin Air                   | 4. November 2002                  | 5                      | Das Mädchen im roten Kleid  | 26. März 2006                  |
| Series Three – Staffel 3 |                            |                                   |                        |                             |                                |
| 19                       | Multistorey                | 14. September 2003                | 6                      | Der Amoklauf von Whitewater | 25. Februar 2007               |
| 20                       | Multistorey                | 15. September 2003                | 6                      | Der Amoklauf von Whitewater | 25. Februar 2007               |
| 21                       | Walking on Water           | 21. September 2003                | 7                      | Tief wie das Meer           | 4. März 2007                   |
| 22                       | Walking on Water           | 22. September 2003                | 7                      | Tief wie das Meer           | 4. März 2007                   |
| 23                       | Breaking Glass             | 28. September 2003                | 8                      | Papa Doc                    | 11. März 2007                  |
| 24                       | Breaking Glass             | 29. September 2003                | 8                      | Papa Doc                    | 11. März 2007                  |
| 25                       | Final Cut                  | 5. Oktober 2003                   | 9                      | Es geschah in Notting Hill  | 18. März 2007                  |
| 26                       | Final Cut                  | 6. Oktober 2003                   | 9                      | Es geschah in Notting Hill  | 18. März 2007                  |
| Series Four – Staffel 4  |                            |                                   |                        |                             |                                |
| 27                       | In Sight of the Lord       | 11. Juli 2004                     | 10                     | Im Angesicht des Herrn      | 10. Februar 2008               |
| 28                       | In Sight of the Lord       | 12. Juli 2004                     | 10                     | Im Angesicht des Herrn      | 10. Februar 2008               |
| 29                       | False Flag                 | 18. Juli 2004                     | 11                     | Unter falscher Flagge       | 17. Februar 2008               |
| 30                       | False Flag                 | 19. Juli 2004                     | 11                     | Unter falscher Flagge       | 17. Februar 2008               |
| 31                       | Fugue States               | 25. Juli 2004                     | 12                     | Die verlorenen Jahre        | 24. Februar 2008               |
| 32                       | Fugue States               | 26. Juli 2004                     | 12                     | Die verlorenen Jahre        | 24. Februar 2008               |
| 33                       | Anger Management           | 1. August 2004                    | 13                     | Blinder Zorn                | 2. März 2008                   |
| 34                       | Anger Management           | 2. August 2004                    | 13                     | Blinder Zorn                | 2. März 2008                   |
| 35                       | The Hardest Word           | 8. August 2004                    | 14                     | Späte Reue                  | 9. März 2008                   |
| 36                       | The Hardest Word           | 9. August 2004                    | 14                     | Späte Reue                  | 9. März 2008                   |
| 37                       | Shadowplay                 | 16. August 2004                   | 15                     | Schattenspiel               | 16. März 2008                  |
| 38                       | Shadowplay                 | 15. August 2004                   | 15                     | Schattenspiel               | 16. März 2008                  |
| Series Five – Staffel 5  |                            |                                   |                        |                             |                                |
| 39                       | Towers of Silence          | 18. September 2005                |                        |                             |                                |
| 40                       | Towers of Silence          | 19. September 2005                |                        |                             |                                |
| 41                       | Black Run                  | 25. September 2005                |                        |                             |                                |
| 42                       | Black Run                  | 26. September 2005                |                        |                             |                                |
| 43                       | Subterraneans              | 2. Oktober 2005                   |                        |                             |                                |
| 44                       | Subterraneans              | 3. Oktober 2005                   |                        |                             |                                |
| 45                       | Straw Dog                  | 9. Oktober 2005                   |                        |                             |                                |
| 46                       | Straw Dog                  | 10. Oktober 2005                  |                        |                             |                                |
| 47                       | Undertow                   | 16. Oktober 2005                  |                        |                             |                                |
| 48                       | Undertow                   | 17. Oktober 2005                  |                        |                             |                                |
| 49                       | Cold Fusion                | 23. Oktober 2005                  |                        |                             |                                |
| 50                       | Cold Fusion                | 24. Oktober 2005                  |                        |                             |                                |
| Series Six – Staffel 6   |                            |                                   |                        |                             |                                |
| 51                       | Wren Boys                  | 7. Januar 2007                    |                        |                             |                                |
| 52                       | Wren Boys                  | 8. Januar 2007                    |                        |                             |                                |
| 53                       | Deus Ex Machina            | 14. Januar 2007                   |                        |                             |                                |
| 54                       | Deus Ex Machina            | 15. Januar 2007                   |                        |                             |                                |
| 55                       | The Fall                   | 21. Januar 2007                   |                        |                             |                                |
| 56                       | The Fall                   | 22. Januar 2007                   |                        |                             |                                |
| 57                       | Mask of Sanity             | 28. Januar 2007                   |                        |                             |                                |
| 58                       | Mask of Sanity             | 29. Januar 2007                   |                        |                             |                                |
| 59                       | Double Bind                | 4. Februar 2007                   |                        |                             |                                |
| 60                       | Double Bind                | 5. Februar 2007                   |                        |                             |                                |
| 61                       | Yahrzeit                   | 18. Februar 2007                  |                        |                             |                                |
| 62                       | Yahrzeit                   | 19. Februar 2007                  |                        |                             |                                |
| Series Seven – Staffel 7 |                            |                                   |                        |                             |                                |
| 63                       | Missing Persons            | 14. April 2008                    |                        |                             |                                |
| 64                       | Missing Persons            | 15. April 2008                    |                        |                             |                                |
| 65                       | Sins                       | 21. April 2008                    |                        |                             |                                |
| 66                       | Sins                       | 22. April 2008                    |                        |                             |                                |
| 67                       | Duty and Honour            | 28. April 2008                    |                        |                             |                                |
| 68                       | Duty and Honour            | 29. April 2008                    |                        |                             |                                |
| 69                       | Skin                       | 5. Mai 2008                       |                        |                             |                                |
| 70                       | Skin                       | 6. Mai 2008                       |                        |                             |                                |
| 71                       | Wounds                     | 12. Mai 2008                      |                        |                             |                                |
| 72                       | Wounds                     | 13. Mai 2008                      |                        |                             |                                |
| 73                       | Pietà                      | 19. Mai 2008                      |                        |                             |                                |
| 74                       | Pietà                      | 20. Mai 2008                      |                        |                             |                                |
| Series Eight – Staffel 8 |                            |                                   |                        |                             |                                |
| 75                       | Magdalene 26               | 6. September 2009                 |                        |                             |                                |
| 76                       | Magdalene 26               | 7. September 2009                 |                        |                             |                                |
| 77                       | End of the Night           | 13. September 2009                |                        |                             |                                |
| 78                       | End of the Night           | 14. September 2009                |                        |                             |                                |
| 79                       | Substitute                 | 20. September 2009                |                        |                             |                                |
| 80                       | Substitute                 | 21. September 2009                |                        |                             |                                |
| 81                       | End Game                   | 27. September 2009                |                        |                             |                                |
| 82                       | End Game                   | 28. September 2009                |                        |                             |                                |
| Series Nine – Staffel 9  |                            |                                   |                        |                             |                                |
| 83                       | Harbinger                  | 13. März 2011                     |                        |                             |                                |
| 84                       | Harbinger                  | 14. März 2011                     |                        |                             |                                |
| 85                       | Care                       | 20. März 2011                     |                        |                             |                                |
| 86                       | Care                       | 21. März 2011                     |                        |                             |                                |
| 87                       | Solidarity                 | 27. März 2011                     |                        |                             |                                |
| 88                       | Solidarity                 | 28. März 2011                     |                        |                             |                                |
| 89                       | Conviction                 | 3. April 2011                     |                        |                             |                                |
| 90                       | Conviction                 | 4. April 2011                     |                        |                             |                                |
| 91                       | Waterloo                   | 10. April 2011                    |                        |                             |                                |
| 92                       | Waterloo                   | 11. April 2011                    |                        |                             |                                |

## Auszeichnungen
- 2004 • International Emmy Award – Beste Dramaserie

## DVD-Veröffentlichungen
In Großbritannien sind alle neun Staffeln auf DVD (Staffel 1 inklusive Pilotfilm) in den ungekürzten Originalfassungen erhältlich. In deutscher, gekürzter Synchronisation sind bisher nur die zweite und dritte Staffel auf jeweils vier DVDs erschienen.